# Russelia jaliscensis
Russelia jaliscensis är en grobladsväxtart som beskrevs av Robinson. Russelia jaliscensis ingår i släktet Russelia och familjen grobladsväxter. Inga underarter finns listade i Catalogue of Life.